# إيديونية نافثة للنيتروجين
إيديونية نافثة للنيتروجين (الاسم العلمي: Ideonella azotifigens) هي نوع من البكتيريا، سلبية الغرام، تتبع الإيديونيات.